# Heinz Hofmann (Dirigent, 1917)
Heinz Hofmann (* 1917 in Breslau; † nach 1967) war ein deutscher Dirigent. Nach künstlerischen Stationen in Halle (Saale) und Konstanz war er zuletzt ständiger Dirigent des Symphonieorchesters der Präfektur Tokio.

## Leben
Heinz Hofmann wurde 1917 als Sohn eines Kammermusikers in Breslau geboren und wuchs in Halle (Saale) und Dresden auf. Nach dem Abitur besuchte er die Orchesterschule der Sächsischen Staatskapelle Dresden. Dort war er ein Schüler von Hermann Kutzschbach. 1939 wurde er zur Luftwaffe der Wehrmacht eingezogen. Er geriet in US-amerikanische Kriegsgefangenschaft, wo er bis 1946 verblieb.
Nach dem Zweiten Weltkrieg wirkte er an den Bühnen in Zwickau und Zeitz. Unter Walter Schartner 1949/50 war er zunächst stellvertretender Chefdirigent und nach dessen Weggang 1950 kommissarischer Chefdirigent des Landes-Volksorchesters Sachsen-Anhalt. Offizieller Nachfolger Schartners wurde Werner Gößling.
Im Jahr 1953 siedelte Hofmann „wegen politischer Gefährdung“, wie er angab, in die BRD über. Nachdem er aus einer Gruppe von Gastdirigenten ausgewählt worden war, trat er 1959 die Nachfolge von Musikdirektor Richard Treiber beim Städtischen Orchester Konstanz (ab 1962 Bodensee-Symphonie-Orchester) an, dessen Stelle bereits seit 1956 ausgeschrieben war. Nach Robert Heinze führte „eine persönliche Fehde“ zwischen einem wohl übergangenen Konzertpianisten und dem Musikdirektor zu einem Skandal. Hofmann wurde das fälschliche Führen des Titels eines Generalmusikdirektors vorgehalten, den er in der DDR nie erhalten hatte. Eine zurückhaltende Stadt und die Realitäten der innerdeutschen Beziehungen trugen nicht zur raschen Klärung des Sachverhalts bei.
Nach seinem Ruf nach Tokio kündigte Hofmann in Konstanz und wirkte von 1965 bis 1967 als einer von zwei ständigen Dirigenten (Permanent Conductor) des neu gegründeten Metropolitan Symphony Orchestra.

## Diskografie (Auswahl)
- Felix Mendelssohn Bartholdy: Violinkonzert e-Moll (Saphir 1977) mit der Süddeutschen Philharmonie und Wolfgang Marschner